# Sic 'Em Brownie
Sic 'Em Brownie è un cortometraggio muto del 1922 diretto da Alf Goulding.

## Produzione
Il film fu prodotto dalla Century Comedies (Century Film).

## Distribuzione
Distribuito dall'Universal Film Manufacturing Company, il film - un cortometraggio in due bobine - uscì nelle sale cinematografiche USA il 10 maggio 1922.